# Peter Behrens (Jurist)
Peter Behrens (* 18. Dezember 1939 in Lüneburg) ist ein deutscher Jurist und Hochschullehrer.

## Leben
Er studierte in Hamburg, Lausanne, Freiburg im Breisgau, Berlin und New York (1. und 2. Staatsexamen in Hamburg). Nach der Promotion in Hamburg 1969 und dem  Master of Comparative Jurisprudence (M.C.J.) 1970 New York University war er von 1970 bis 1984 wissenschaftlicher Referent am Max-Planck-Institut für ausländisches und internationales Privatrecht in Hamburg. 1983 lehrte er als Gastprofessur an der University of Chicago Law School. Nach der Habilitation 1984 in Hamburg lehrt er von 1984 bis 2005 als Professor an der Universität Hamburg. In Hamburg lehrte er Privatrecht, Handels- und Wettbewerbsrecht, internationales und europäisches Privat- und Wirtschaftsrecht, sowie Rechtsvergleichung. 1986 und 1987 war er Gastprofessor an der University of Michigan Law School (Ann Arbor). 1989 war er Direktor am Institut für Integrationsforschung der Stiftung Europa-Kolleg in Hamburg. 1997 war er wissenschaftliches Mitglied am Wissenschaftskolleg zu Berlin.

## Schriften (Auswahl)
- Multinationale Unternehmen im internationalen Enteignungsrecht der Bundesrepublik Deutschland. Baden-Baden 1980, ISBN 3-7890-0600-9.
- Die ökonomischen Grundlagen des Rechts. Politische Ökonomie als rationale Jurisprudenz. Tübingen 1986, ISBN 3-16-945062-X.
- OHG und erbrechtliche Nachfolge. Eine rechtsvergleichende Untersuchung. Berlin 2017, ISBN 978-3-11-104426-2.
- Europäisches Marktöffnungs- und Wettbewerbsrecht. Eine systematische Darstellung der Wirtschafts- und Wettbewerbsverfassung der EU. Heidelberg 2017, ISBN 3-8114-5606-7.